# 대한장애인검도회
대한장애인검도회(大韓障礙人劍道會, Korea Kumdo Association for the Disabled, KOKAD)는 대한민국의 장애인 검도를 관할하는 스포츠 행정 기구이다. 2009년 5월 18일에 대한장애인체육회의 인정 종목 단체로 승인되었다.

## 같이 보기
- 대한검도회
- 대한장애인체육회